# Channa pulchra
Channa pulchra е вид бодлоперка от семейство Channidae.

## Разпространение и местообитание
Видът е разпространен в Мианмар.
Обитава сладководни басейни, реки и потоци.

## Описание
На дължина достигат до 30 cm.